# 雷苏姆
雷苏姆是德国下萨克森州的一个市镇。总面积28.47平方公里，总人口1719人，其中男性865人，女性854人（2011年12月31日），人口密度60人/平方公里。